# Dominic Gates
Dominic Gates là nhà báo hàng không vũ trụ người Mỹ gốc Ireland của The Seattle Times, cựu giáo viên toán và từng đoạt giải Pulitzer. Ông được giao phụ trách về hãng Boeing cho The Times từ năm 2003. Gates đồng nhận Giải thưởng Pulitzer năm 2020 trong Báo cáo Quốc gia cùng với Steve Miletich, Mike Baker và Lewis Kamb vì đã đưa tin về các vụ tai nạn và điều tra về Boeing 737 MAX.

## Đầu đời
Gates sinh ra ở Dungannon, Bắc Ireland, là một trong sáu người con trong gia đình. Ông được đào tạo tại Học viện St Patrick ở Dungannon và tốt nghiệp với bằng toán học tại Đại học Queen, Belfast. Gates dạy toán trung học ở Ireland và Zimbabwe trước khi chuyển đến Hoa Kỳ.

## Nghề báo
Dù không được đào tạo chính quy về báo chí, Gates đã đóng góp một số bài báo cho tạp chí Fortnight không công. Sau khi chuyển đến Seattle cùng vợ vào năm 1992, ông đã làm một số công việc tự do cho các tạp chí và tổ chức tin tức khác nhau trong khi tiếp tục dạy toán. Gates được tạp chí công nghệ The Industry Standard thuê vào năm 2000, nhưng tạp chí này đã ngừng hoạt động ngay sau đó 18 tháng.
Sau đó, ông làm ở The Seattle Times vào năm 2003 với tư cách là một phóng viên hàng không vũ trụ, đưa tin về máy bay Boeing tại địa phương. Gates đã đề cập đến việc phát triển và khởi động dự án Boeing 787 Dreamliner và sau đó là chương trình Boeing 737 MAX, bao gồm hai vụ tai nạn chết người và việc hạ cánh máy bay sau đó. Ông đã được giới phê bình đánh giá cao vì cuộc điều tra về chiếc 737 MAX và hệ thống điều khiển tự động của nó, được viết trước vụ tai nạn thứ hai. Gates cùng các đồng nghiệp Steve Miletich, Mike Baker và Lewis Kamb và tờ Times đã được trao Giải thưởng George Polk 2019 trong Báo cáo Kinh doanh và Giải Pulitzer năm 2020 trong Báo cáo Quốc gia vì đã đưa tin về Boeing 737 MAX.

## Đời sống cá nhân
Gates đã kết hôn với Nina Shapiro, một nhà báo đồng nghiệp của The Seattle Times, người mà ông đã gặp khi giảng dạy ở Zimbabwe. Họ có với nhau hai con gái đã trưởng thành.